# Hans Jørgen Hansen
Hans Jørgen Hansen (Tved, Svendborg, Syddanmark, 6 d'octubre de 1879 - Frederiksberg, Hovedstaden, 10 de desembre de 1966) va ser un jugador d'hoquei sobre herba danès que va competir a començaments del segle xx.
El 1920 va prendre part en els Jocs Olímpics d'Anvers, on va guanyar la medalla de plata com a membre de l'equip danès en la competició d'hoquei sobre herba.